# Pronásledování gayů v Čečensku

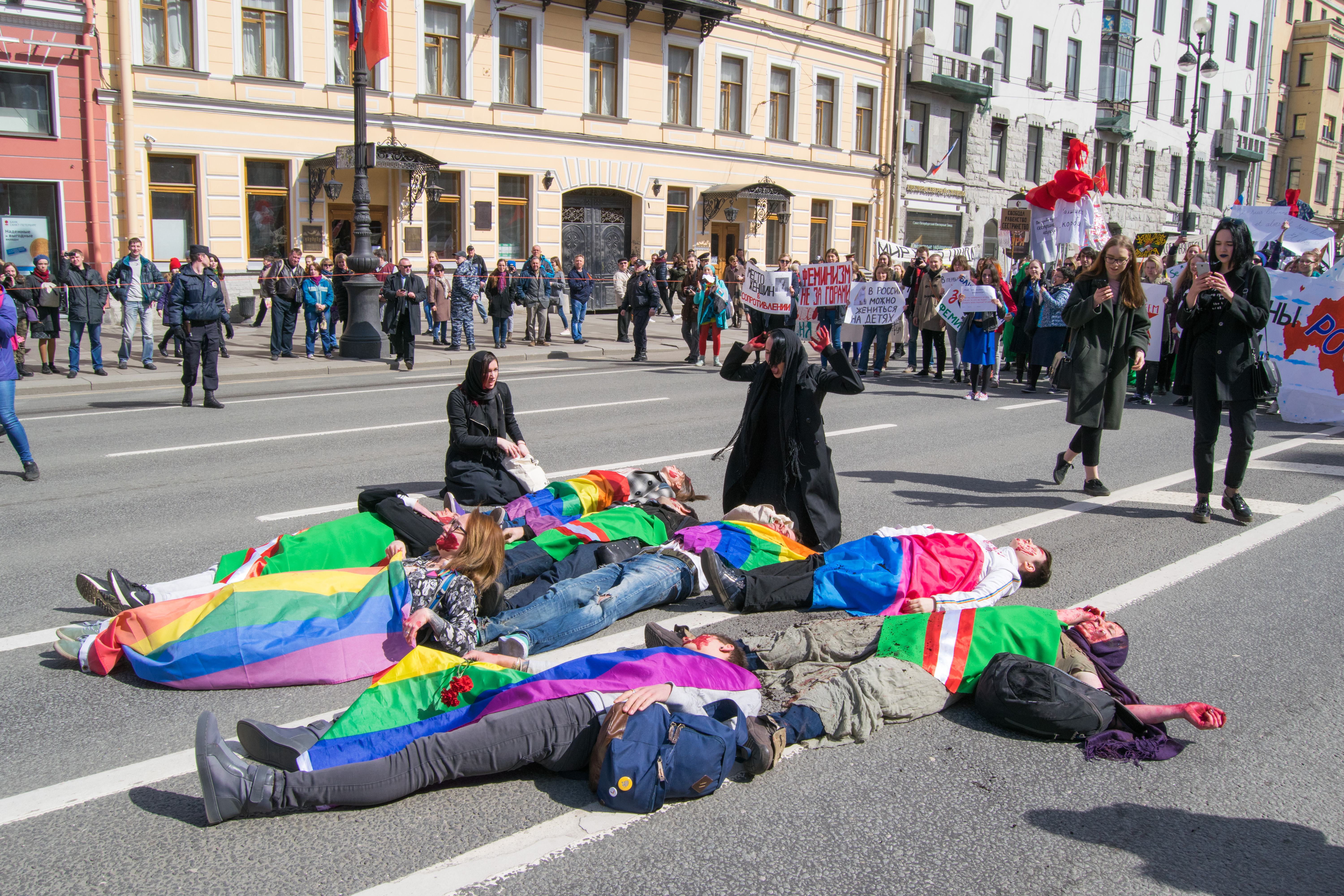
Čečenské matky oplakávají své děti, veřejná demonstrace se uskutečnila 1. května 2017 v ulici Něvský prospekt v Petrohradu na protest proti pronásledování homosexuálů v Čečensku

Na začátku února 2017 se objevily zprávy, že více než 100 mužů z Čečenska, které je součástí Ruské federace, bylo uneseno, vězněno a mučeno státními orgány na základě domněnek o jejich sexuální orientaci. Neznámé množství mužů, jež úřady zadržely z důvodu podezření z homosexuality nebo bisexuality, údajně zemřelo poté, co byli drženi v zařízeních, které skupiny na obranu lidských práv a očití svědci označili jako koncentrační tábory.

## Zprávy o situaci
První obvinění se objevila 1. dubna 2017 v deníku Novaja gazeta. Opoziční noviny píšící v ruštině informovaly o více než 100 mužích, kteří byli údajně zadrženi a mučeni a minimálně tři z nich byli popraveni bez řádného soudu. Noviny, jež ve zprávě citují své zdroje z čečenských zvláštních služeb, vlnu zatýkání označily jako „preventivní čistky“. Novinář, který o situaci podal zprávu jako první, se momentálně ukrývá. Novináři informující o situaci jsou totiž v Čečensku v ohrožení života.
Po zveřejnění zpráv o krocích čečenských úřadů, které jsou dle mnohých součástí systematických snah o eliminaci LGBT občanů, se ruští a zahraniční aktivisté pokusili o evakuaci přeživších a dalších Čečenců v ohrožení, narazili ovšem na překážky při snaze získat víza, která by jim umožnila dostat je bezpečně za hranice Ruska.
Zprávy o pronásledování vyvolaly řadu reakcí po celém světě. Prezident Čečenské republiky Ramzan Kadyrov popřel nejen jakékoliv pronásledování, ale také existenci homosexuálních lidí v Čečensku vůbec. Poznamenal, že homosexuály by jejich vlastní rodiny zabily. Přes počáteční skepsi moskevských úředníků ruská vláda v druhé polovině května údajně souhlasila, že do Čečenska vyšle tým vyšetřovatelů. Řada hlav států a jiných veřejných osobností na Západě odsoudila činnost Čečenka a v Rusku i v jiných zemích proběhlo několik protestů.
Mluvčí ruského prezidenta Vladimira Putina potvrdil tvrzení čečenských lídrů, že k pronásledování homosexuálů v zemi nedochází. Ruský ministr zahraničních věcí Sergej Lavrov prohlásil, že zprávy nebyly podloženy „žádným konkrétním faktem“.

## Kontext
Postavení a práva LGBT menšiny v Čečensku vyvolávají znepokojení u mnohých organizací na obranu lidských práv (včetně Amnesty International) a Ruská federace bývá vnímána jako „obzvlášť nehostinná“. Za svůj přístup k menšině však bylo Rusko kritizováno organizacemi jako Amnesty International již před událostmi v roce 2017. Čečensko je většinově muslimskou a silně konzervativní společností, kde je homofobie silně rozšířena a homosexualita je tabu, přičemž gayové v rodině jsou považováni za černou ovci.
Mnohé ruské zákony týkající se LGBT menšiny platí i v Čečensku, které je součástí Ruské federace. Čečensko je však zároveň semi-autonomní republikou na ruském území, a má tak i vlastní zákoník. Podobně jako v jiných oblastech jižního Ruska podpořil prezident Vladimir Putin „místní politiky v prosazování vlastní interpretace tradičních hodnot, částečně ve snaze ovládnout náboženský extremismus, který je řízen především z podsvětí“.
Ačkoliv byla homosexualita v roce 1993 v Rusku legalizována, přijal v roce 1996 čečenský separatistický prezident Aslan Maschadov v Čečenské republice Ičkerie právo šaría. Na základě článku 148 čečenského trestního zákoníku hrozí pak za jakoukoliv formu „sodomie“ trest výpraskem při prvních dvou porušeních. Pokud je viník přichycen potřetí, hrozí mu trest smrti, ačkoliv ten nebyl v Čečensku udělen už od roku 1999. Přestože je Čečensko od roku 2000 opět pod přímou nadvládou Ruska, zachovává si určitou autonomii a současný prezident Čečenské republiky Ramzan Kadyrov „přenesl Islám do popředí každodenního života v Čečensku, přičemž homosexuálové, kteří svou sexualitu veřejně přiznají, jsou často diskriminováni a jejich rodiny je odmítají“.

## Reakce
Čečenské a ruské úřady popřely, že by o pronásledování věděly. Organizace The Russian LGBT Network sídlící v Petrohradě a působící napříč regiony se snaží pomáhat ohroženým lidem a evakuovat je z Čečenska. Skupiny na obranu lidských práv a zahraniční vlády vyzvaly Rusko a Čečensko, aby pronásledování ukončily.

### Azyl
Od června 2017 udělují Německo a Litva víza pro vstup do země z „humanitárních“ důvodů.
V srpnu 2017 upravila nizozemská vláda své zákony tak, aby mohly osoby LGBT z Čečenska získat téměř automaticky status „uchazeče o azyl“ a byl jim umožněn vstup do země.
V září roku 2017 zveřejnila nezisková organizace Rainbow Railroad informace o tom, že kanadská vláda ve spolupráci s nimi umožnila gayům a lesbickým ženám z Čečenska najít v Kanadě bezpečí. V červnu 2017 se v zemi nacházelo 22 uprchlíků, kterým vláda udělila azyl.